# Gestion des câbles
 (juin 2019).
Si vous disposez d'ouvrages ou d'articles de référence ou si vous connaissez des sites web de qualité traitant du thème abordé ici, merci de compléter l'article en donnant les références utiles à sa vérifiabilité et en les liant à la section « Notes et références ».
La gestion des câbles est une technique de terrain qui cherche à rationaliser les chemins de câbles, qu'il s'agisse de câbles électriques, réseau, multimédia ou autres, ainsi que leurs modes de connexion. Elle vise en particulier à lutter contre les phénomènes de jungle des câbles ou de câbles spaghetti.

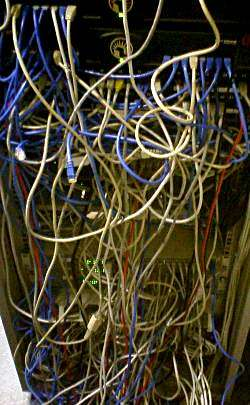
Absence de gestion des câbles, un exemple du syndrome du plat de spaghettis.

## Enjeux

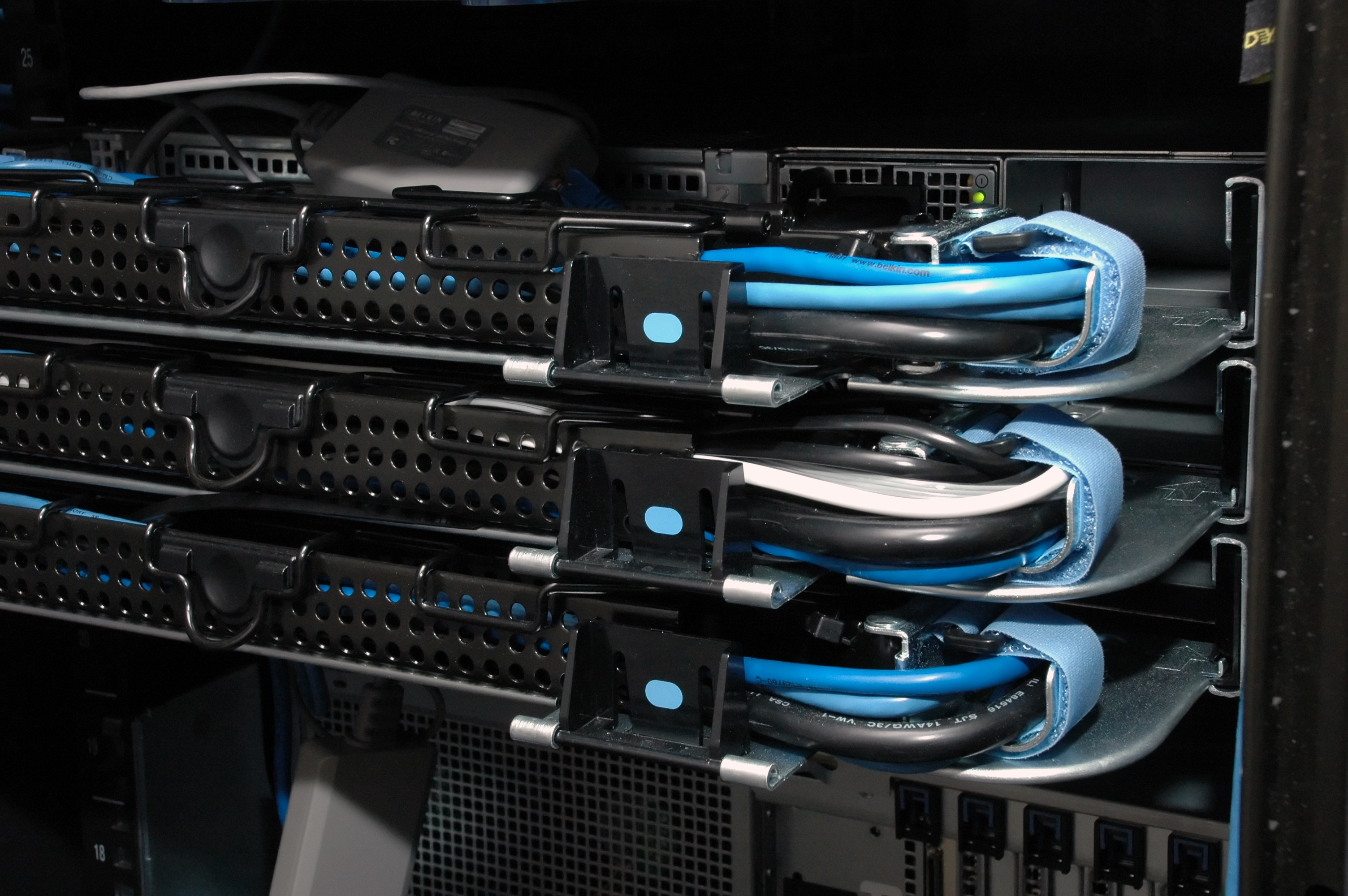
Câbles rangés et enroulés à l'arrière d'un Dell PowerEdge 1950.

La gestion des câbles se réfère à une étape importante tant lors de l'installation de services de construction que pour l'installation ultérieure des appareils périphériques.
La gestion des câbles est importante dans de nombreux domaines, tels que l'informatique, les communications, la distribution électrique, le câblage des installations, réseaux locaux, etc.
Dans le domaine public, la gestion des câbles téléphoniques ou de la fibre optique est un gage de qualité des services, mais aussi de sécurité dans les infrastructures d'acheminement de l'électricité où des incendies peuvent survenir.

## Objectifs
L'objectif de gestion du câble est double : soutenir les câbles acheminés à travers la construction (opération confinement), et à rendre la gestion ultérieure plus facile.
Les câbles peuvent facilement devenir emmêlés, ce qui les rend difficile à travailler, conduisant parfois à des dispositifs débranchés accidentellement lorsque l'on tente de déplacer un câble ou des problèmes d'hygiène ou de nettoyage.

## Sécurité
Un câble qui traîne par terre peut faire trébucher quelqu'un accidentellement : il constitue donc un problème de sécurité. De la même façon, il faut prendre garde aux fumées toxiques qui peuvent être dégagées par les câbles en cas d'incendie ; cela est plus particulièrement vrai des câbles passant dans les faux-plafonds et les gaines techniques.

## Moyens

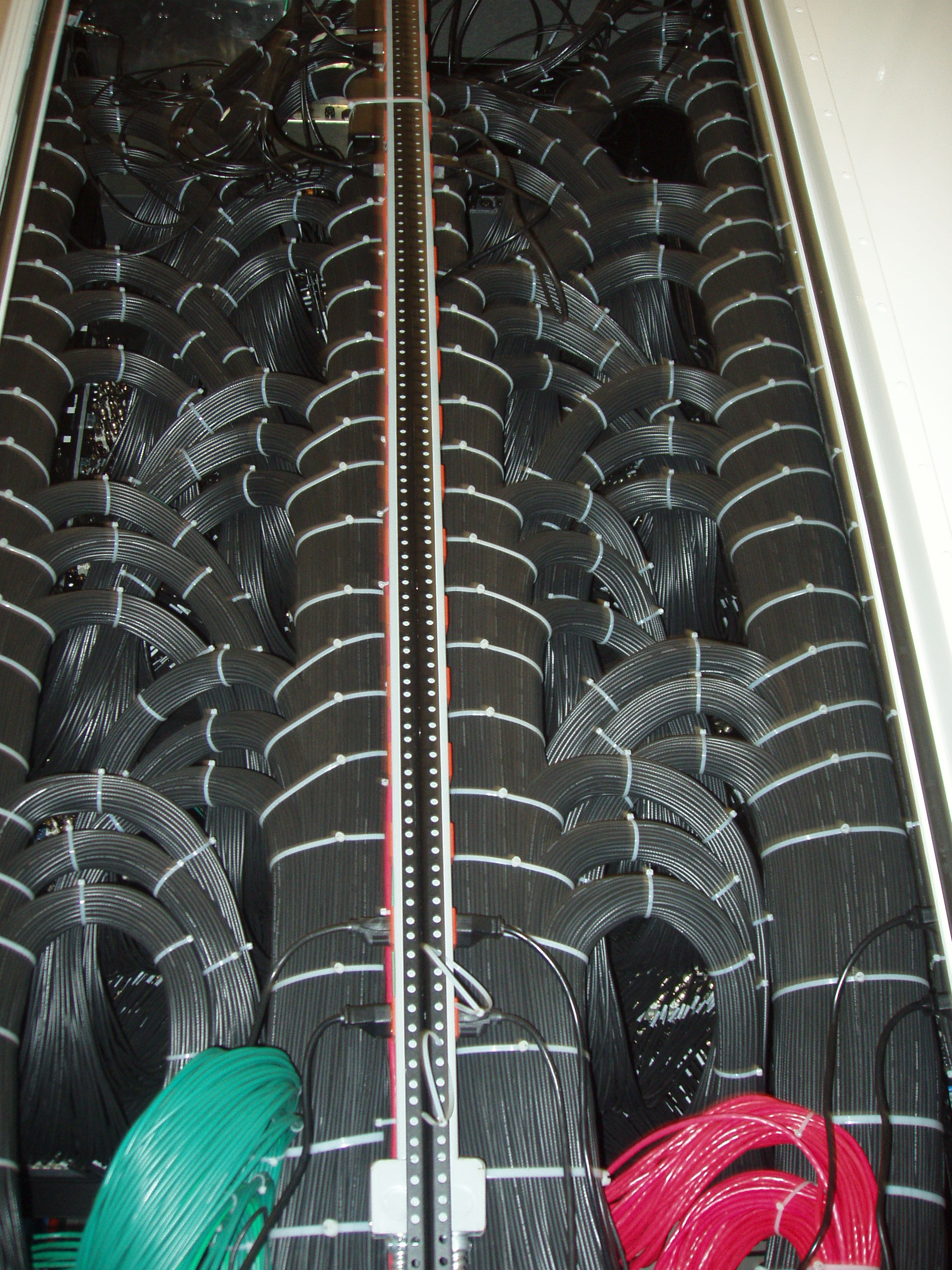
Pose professionnelle

De nombreuses solutions techniques et de nombreuses recommandations concernant les méthodes de travail sont à disposition pour rationaliser la gestion des câbles :
- choisir les bons câbles (qualité technique dont le blindage, comportement face au feu et à l'eau)
- élaborer un plan de câblage en utilisant, éventuellement, un logiciel de gestion des câbles ;
- réfléchir à l'emplacement des câbles (dans le faux-plafond, dans des gaînes techniques, contre le mur...)
- utiliser les bonnes longueurs de câbles (ni trop longs, ni trop courts)
- éviter de faire circuler ensemble courants forts et courants faibles (à cause des interférences)
- éviter de faire circuler les câbles en cuivre près de moteurs, machines, néons, etc. (pour la même raison)
- penser aux rayons de courbure minimums (pas d'angles droits)
- étiqueter les câbles pour les identifier plus rapidement et plus sûrement
- employer des panneaux de brassage
- employer des attaches en plastique pour grouper les câbles allant dans la même direction
- utiliser des chemins de câble et des goulottes
- fixer et recouvrir les câbles au sol qui traversent les lieux de passage
- documenter les modifications apportées au câblage initial